# Pali Highway

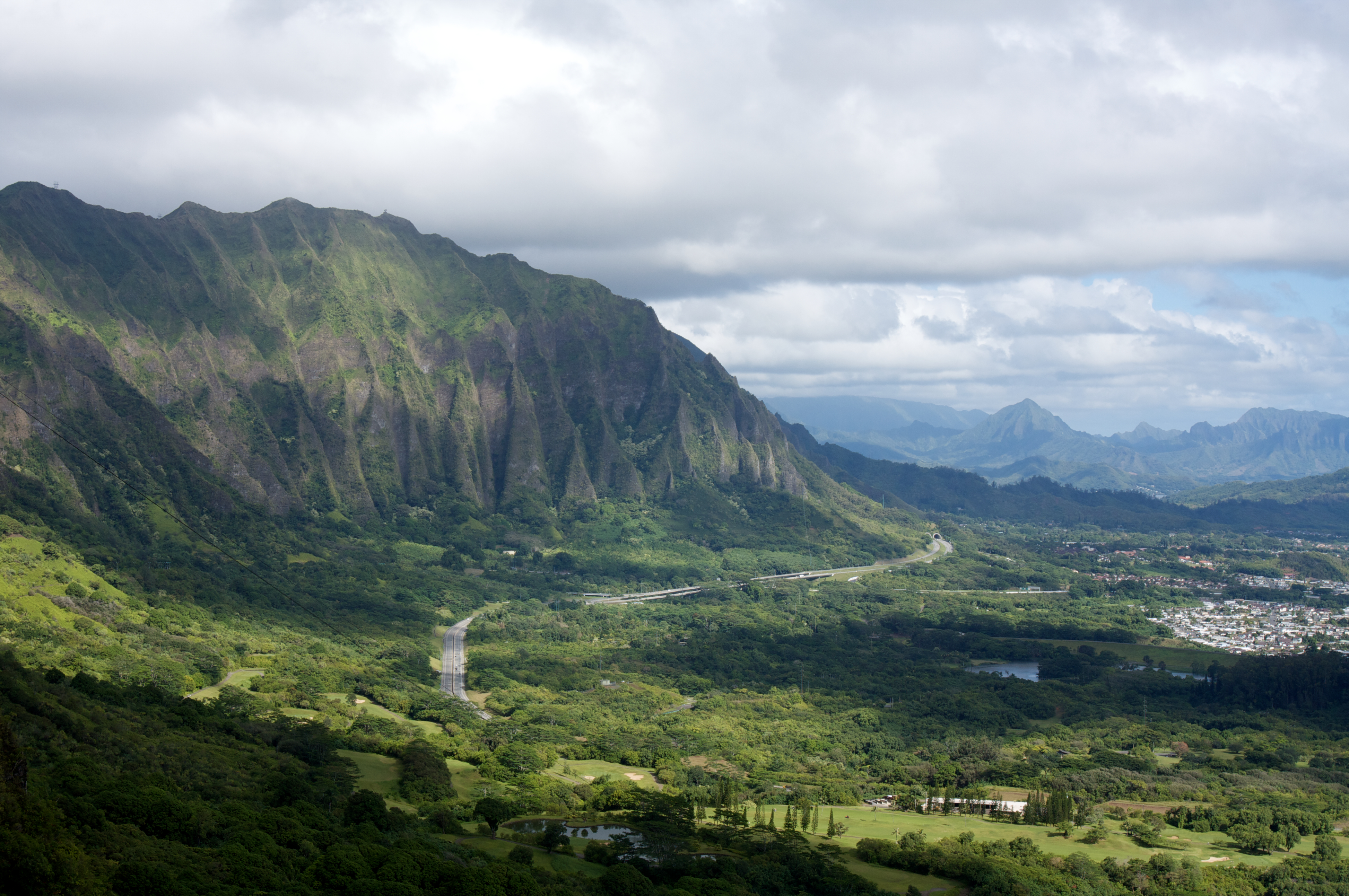
Blick auf den Pali Highway vom Nuʻuanu Pali Lookout

Der Pali Highway, auch als Hawaii Route 61 bezeichnet, ist eine wichtige Verkehrsstraße auf der Insel Oʻahu im US-Bundesstaat Hawaii. Sie verbindet die Hauptstadt Honolulu im Süden durch den Nuʻuanu Pali Tunnel mit der Stadt Kailua an der Ostküste.

## Verlauf
Der 17,5 km lange Highway beginnt an der Kreuzung Bishop Street und South Beretania Street in Downtown Honolulu, kurz darauf mit Anschluss an die Interstate H-1, durchquert die Koʻolau-Berge bis zum Anschluss an die Hawaii Route 83 nach Kāneʻohe und führt mit Anschluss an die Hawaii Route 72 bis zum Hamakua Drive in Kailua. In 8 km Entfernung von Downtown Honolulu befindet sich am Highway der Nuʻuanu Pali Lookout, ein Aussichtspunkt mit Parkplatz. Ein großer Teil der Straße wurde entlang des alten hawaiischen Fußwegs über den Pali-Pass gebaut. Der aktuelle Highway wurde 1959 eröffnet. Bereits 1845 wurde die erste Straßenverbindung über den Pali-Pass gebaut. Sie wird heute als Wanderweg benutzt.

## Öffentlicher Personentransport
Der Pali Highway wird von den Buslinien 65, 66 und 67 der öffentlichen Busverkehrsgesellschaft TheBus der City and County of Honolulu ab Downtown Honolulu befahren.
Koordinaten: 21° 22′ 0,7″ N, 157° 47′ 36″ W